# پسایند

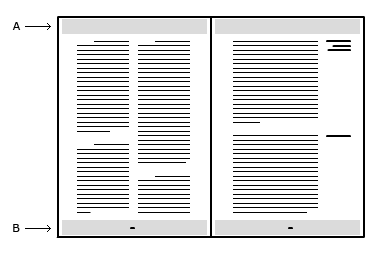

پسایند یا فوتر (به انگلیسی: Footer)، یک اصطلاح در فن چاپ است و به قسمتی از متن گفته می‌شود که در پایین یک برگهٔ چاپ شده به نمایش در می‌آید.
برنامه‌های پردازش واژه معمولاً روش‌هایی برای آسان‌تر کردن ویرایش و قراردادن پسایندها در خود دارند. پاورقی‌ها (به انگلیسی: footnotes) معمولاً در کنار یا داخل پسایند می‌آیند.
بسیاری از نرم‌افزارها به شما اجازه می‌دهند از یک نماد مخصوص در پسایند به عنوان یک متغیر استفاده کنید. برای نمونه می‌توانید یک نماد برای شمارهٔ صفحه وارد کنید و برنامه آن نماد را با عدد مناسب برای هر صفحه جایگزین خواهد کرد. یا اگر نماد تاریخ کنونی را وارد نمایید، هر زمان که سند را چاپ کنید، به تاریخ همان روز تغییر خواهد کرد.
معمولاً دو نوع پسایند قابل تعریف است، یکی پسایند برای صفحه‌های زوج (پسایند زوج) و دیگری پسایند برای صفحه‌های فرد (پسایند فرد).